# Entengasse 8 (Hofgeismar)

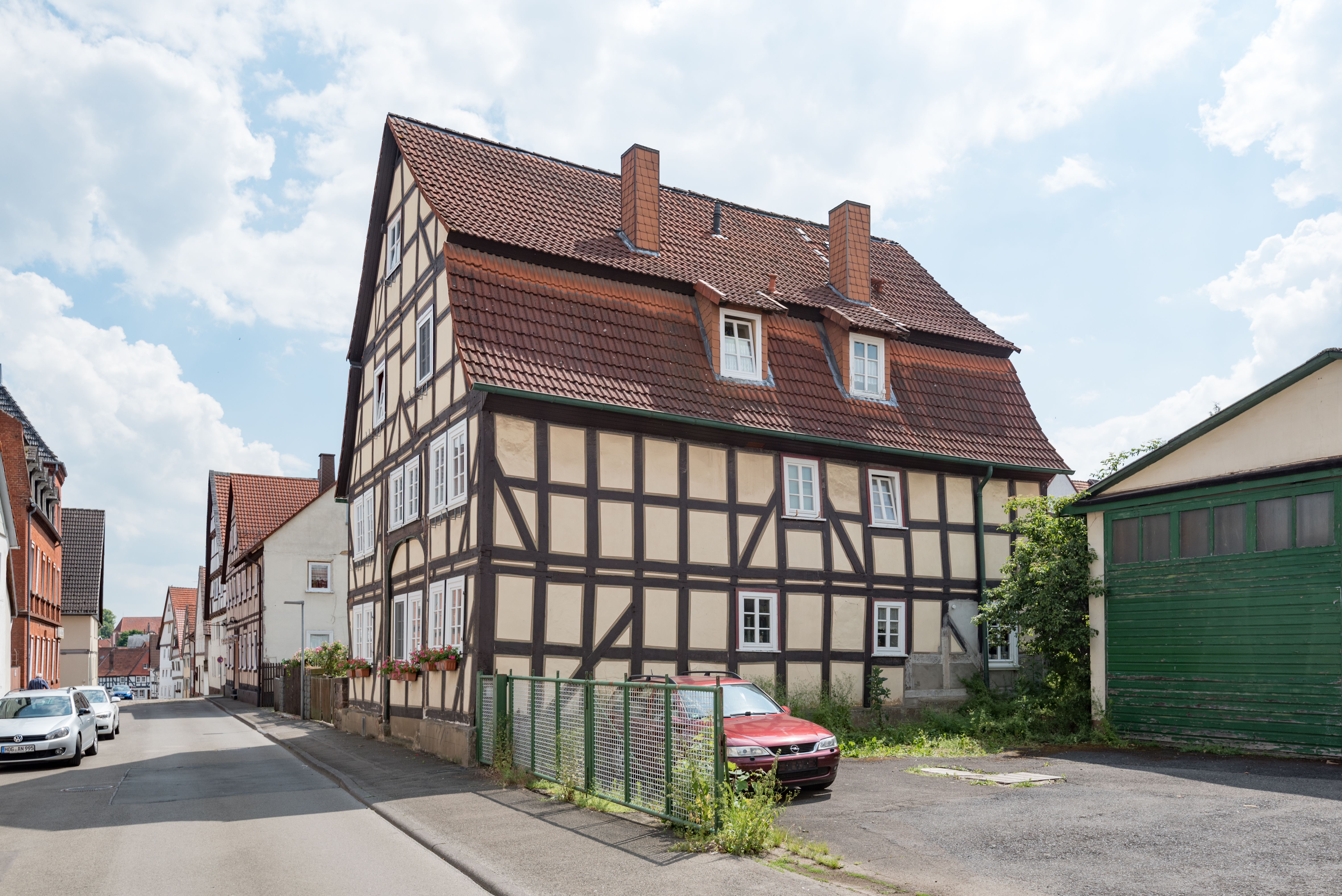
Gebäude Entengasse 8 in Hofgeismar

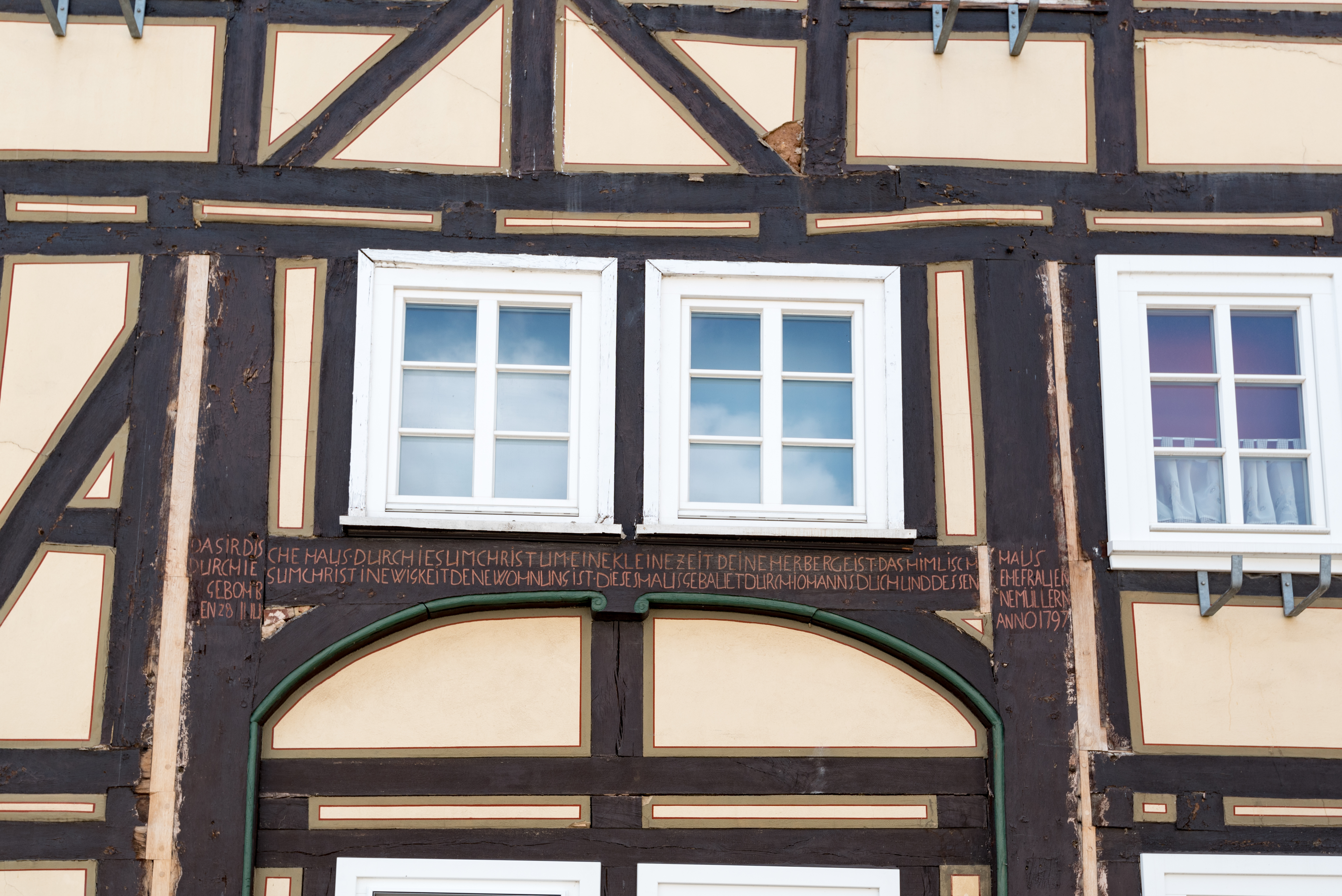
Inschrift über dem ehemaligen Dielentor

Das Gebäude Entengasse 8 in Hofgeismar im Landkreis Kassel in Nordhessen wurde 1797 gebaut. Das Diemelsächsische Bauernhaus ist ein geschütztes Kulturdenkmal.
Das zweigeschossige Gebäude in Stockwerkbauweise mit Mansarddach und regelmäßigem Fachwerk hat keinen Geschossüberstand und einfache Streben an den Eckständern. 
Vom Dielentor, das durch den Einbau zweier Fenster ersetzt wurde, ist nur noch der Rahmen erhalten; der obere Abschluss enthält eine Inschrift. Der Anfang der in Majuskeln geschriebenen Inschrift lautet: „Das irdische Haus durch Jesum Christ um eine kleine Zeit deine Herberge ist – das himmlische Haus durch Jesum Christ in Ewigkeit de[i]ne Wohnung ist.“ Es folgen nicht eindeutig zu entziffernde Angaben zum Erbauer und seiner Frau sowie „Anno 1797“.
Im Inneren ist die Diele durch eine jüngere Geschossdecke unterteilt.